# Eilema caledonica
Eilema caledonica är en fjärilsart som beskrevs av Holloway 1979. Eilema caledonica ingår i släktet Eilema och familjen björnspinnare. Inga underarter finns listade i Catalogue of Life.